# Сукині діти (фільм Філатова)
«Сукині діти» (рос. «Сукины дети») — російський радянський художній фільм 1990 року режисера Леоніда Філатова.

## Сюжет
Історії з життя за лаштунками театру...

## У ролях
- Володимир Ільїн
- Лариса Удовиченко
- Олександр Абдулов
- Євген Євстигнєєв
- Лія Ахеджакова
- Володимир Самойлов
- Олена Циплакова
- Тетяна Кравченко
- Ніна Шацька
- Марія Барабанова
- Сергій Маковецький
- Лариса Полякова
- Марія Зубарєва
- Галина Петрова
- Олександр Ільїн
- Вадим Любшин
- Станіслав Говорухін
- Людмила Зайцева
- Леонід Філатов
- Валерія Богук
- Володимир Зубенко
- Наталія Ромашенко
- Петро Крилов

## Творча група
- Сценарій: Леонід Філатов, Ігор Шевцов
- Режисер: Леонід Філатов
- Оператор: Павло Лебешев
- Композитор: Володимир Комаров